# Nowa Organizacja Syjonistyczna
Nowa Organizacja Syjonistyczna (hebr. הסתדרות ציונית חדשה – Histadrut Cijonit Chadasza, w skrócie hebr. הצ''ח, Ha-Cach) – organizacja założona przez syjonistów rewizjonistów z Ze’ewem Żabotyńskim na czele, powstała jako sprzeciw i opozycyjna struktura wobec polityki prowadzonej przez Światową Organizację Syjonistyczną i Chaima Weizmana w latach 30. XX wieku. W 1946 roku ponownie powróciła do struktur Światowej Organizacji Syjonistycznej.

## Tło powstania
Koniec lat 20. XX wieku i początek lat 30. XX w. wiązały się z niezadowoleniem rewizjonistów z tempa i kierunku w jakim podążały prace Światowej Organizacji Syjonistycznej, aby utworzyć w Palestynie siedzibę narodową Żydów. Żabotyński krytykował zachowawczą politykę syjonistycznego przywództwa i Jiszuwu. Postulował przyspieszenie i zwiększenie nacisków na Wielką Brytanię oraz lobbowanie w jej parlamencie na rzecz postaw prosyjonistycznych. Doceniał on pracę organiczną socjalistów, jaką prowadzili wśród osadników, ale nalegał na adaptację polityki, która doprowadziłaby do szybkiego zwiększenia liczby Żydów w Palestynie. Tylko taka sytuacja umocniłaby państwotwórcze dążenia syjonistów. Żabotyński nalegał żeby wyjść poza pracę i gospodarkę i umocnić polityczną pozycję syjonizmu. Dodatkowo rewizjoniści dążyli do odtworzenia Legionu Żydowskiego, który miałby być żydowskimi siłami zbrojnymi oraz zapewniałby ochronę Jiszuwowi.
Poczucie pewności Żabotyńskiego budowane było na rosnącej popularności rewizjonizmu. Na XIV Kongresie Syjonistycznym w Wiedniu (1925) rewizjoniści posiadali reprezentację 5 delegatów (na 311 miejsc). Z kolei w Bazylei, na XVII Kongresie Syjonistycznym, ich reprezentacja wzrosła do 52 delegatów, co stanowiło już 21% wszystkich miejsc. Kolejnym czynnikiem byli Żydzi z Polski. Dla nich syjonizm był nie tylko ruchem mającym na celu zbieranie funduszy na różne grupy pionierów wyjeżdżających do Palestyny. Dla wielu z nich miał być przede wszystkim rozwiązaniem problemu żydowskiego w Europie. Wielu z nich, w szczególności w latach 30. XX w., stykało się coraz częściej z nieprzychylną i wrogą postawą partii politycznych (w szczególności prawicowych) oraz społeczeństwa. Dyskryminacja dotykała Żydów w edukacji, administracji, handlu czy też pracy zawodowej.
W 1930 roku ukazał się raport Komisji Shawa oraz Biała Księga lorda Passfielda. Pierwszy dokument zalecał ograniczenie żydowskiej emigracji na obszar Palestyny. Biała Księga z kolei oficjalnie nakazała jej ograniczenie. Limitacji uległa także możliwość zakupu ziemi przez Agencję Żydowską. Oba dokumenty rozczarowały syjonistów. Ich publikacje stanowiły dla rewizjonistów potwierdzenie ich oskarżeń kierowanych w stronę przywództwa ruchu syjonistycznego, mówiących o nieskutecznej polityce Weizmana wobec Brytyjczyków. 
W 1931 roku rewizjoniści stwierdzili, że naczelnym i bezdyskusyjnym celem syjonizmu powinno być utworzenie państwa żydowskiego wyłącznie w Palestynie. Sprzeciwili się także Weizmanowi, który twierdził, że można osiągnąć kompromis z Arabami i żyć z nimi wspólnie w Palestynie. Sprzeciw Kongresu wobec tych propozycji doprowadził do podarcia przez Żabotyńskiego swojej karty delegata. Część z rewizjonistów popierających Żabotyńskiego chciała stworzyć własne struktury, w których mogłaby realizować cele swojego ruchu. Reszta chciała pozostać w ramach ŚOS i tam walczyć o swoje postulaty. W 1933 roku Żabotyński zwołał specjalne posiedzenie Unii Syjonistów Rewizjonistów w Katowicach. Nie przyniosło ono skutków, a Żabotyński pojechał na następny dzień do Łodzi, gdzie wydał manifest, w którym rozwiązał organy wykonawcze, ogłosił osobiste przywództwo nad ruchem i ogłosił zwołane plebiscytu mającego na celu ustalenie kierunku polityki rewizjonistów. Organizację tego ostatniego powierzono Me’irowi Grossmanowi. Wiec zakończył się masowym poparciem przywództwa Żabotyńskiego.
W czerwcu 1933 roku doszło do zabójstwa Chaima Arlosoroffa w Tel Awiwie. O zabójstwo oskarżono niechętnych mu rewizjonistów. W rezultacie doszło do głębokich podziałów między Żabotyńskim a Dawidem Ben Gurionem i socjalistami, których nie udało się zażegnać. W ramach dochodzenia Brytyjczycy dokonali wielu przeszukań i zatrzymań wśród rewizjonistów w Palestynie. Sprawa przyczyniła się do wzrostu popularności socjalistów w ramach ruchu syjonistycznego, a rewizjoniści zostali zepchnięcia na margines.
Pogłębiające się animozje doprowadziły w 1935 roku do głosowania, w którym aż 167 000 uczestników zagłosowało za oderwaniem się od Światowej Organizacji Syjonistycznej i utworzeniu oddzielnej, tylko 3000 były przeciw. We wrześniu 1935 w Wiedniu doszło do kongresu założycielskiego Nowej Organizacji Syjonistycznej, podczas którego ogłoszono, że w jej ramach Żydzi będą mieli prawo głosu bez względu na to, czy wpłacali fundusze na konto organizacji, czy też nie. Rząd Wielkiej Brytanii odmówił międzynarodowego uznania NOS. 19 lipca 1935 roku w „Trybunie Narodowej” pojawiła się odezwa do wszystkich członków Bejtaru, Brit he-Chajal oraz innych afiliowanych przy rewizjonizmie organizacji, że wszyscy ich członkowie muszą poświęcić się w celu budowy i umacniania struktur NOS. Nakazano zorganizowanie odpowiednich prelekcji i spotkań, na których zaprezentować miano wszystkie materiały otrzymane z centrali.

## Plan dziesięcioletni
Zaraz po powstaniu NOS na kongresie w Wiedniu nakazano opracowanie planu nazwanego planem dziesięcioletnim, który miałby wyznaczyć cele NOS. Został on oficjalnie zaadaptowany przez organizację w 1938 roku. Najważniejszym postulatem planu była emigracja żydowska do Palestyny. Miała ona zakładać, że w ciągu 10 lat, ok. 1,5 miliona Żydów wyjedzie z Europy Środkowo-Wschodniej. Uchroniłoby to Europę od napięć panujących między społecznością Żydów a ugrupowaniami nacjonalistycznymi. W myśl planu, dzięki tej emigracji Żydzi mieliby stać się większością w Mandacie Palestyny.
Najważniejszym postulatem było jednak utworzenie niepodległego państwa żydowskiego po obu stronach rzeki Jordan. Zakładano, że zasiedlenie Transjordanii zapewni Żydom zaplecze gospodarcze. Co więcej, był to obszar słabo zaludniony i mógłby pomieścić przyszłą imigrację żydowską. Rewizjoniści postrzegali urbanizację, industrializację i rolnictwo za główne narzędzia rozwoju żydowskiego osadnictwa w Mandacie Palestyny. Powiązana ze środowiskiem rewizjonistów gazeta „Jerozolima Wyzwolona” na swoich łamach publikowała teksty informujące o sztuczności pojęć Wschodnia Palestyna czy Transjordania. Rewizjoniści uważali, że są to obszary 90 000 km² chaosu i bezładu. Są to biblijne tereny przynależne Żydom, a rząd brytyjski oddał je Arabom. W myśl publikowanych artykułów były to obszary nadające się do rozwoju rolnictwa i absorpcji dużych mas ludzi. Żabotyński chciał także utworzenia zarządu kolonizacyjnego oraz Legionu Żydowskiego jako elementów tworzących żydowską państwowość. Oprócz tego NOS postulowała utworzenie państwa żydowskiego z Żydami jako większością zdolną do rządzenia, wykorzystanie wszystkich ziem Palestyńczyków, przy odpowiedniej rekompensacji, pod kolonizację.

## NOS a II Rzeczpospolita Polska

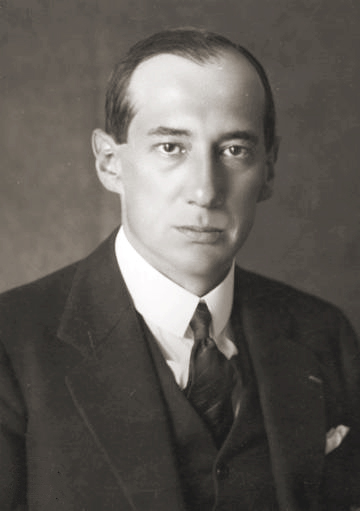
Józef Beck

Elementem zapewniającym realizację ambicji NOS i planu miała być tzw. polityka sojuszy. Jej celem miało być nawiązywanie relacji z państwami Europy Środkowo-Wschodniej. Szczególne miejsce w polityce zagranicznej NOS zajmowała Rzeczpospolita Polska, ponieważ wg spisu z 1931 roku żyło w niej 3113 900 Żydów. Mimo to, Żabotyński nie był w stanie nadzorować bezpośrednio całej działalności NOS w Polsce. Polscy rewizjoniści nie byli jednolitym środowiskiem, co, wg Weinbauma, nie ułatwiało w ustanowieniu stabilnych relacji z rządem. W związku z tym na przedstawiciela Nowej Organizacji Syjonistycznej w Polsce wybrano Józefa Schechtmana – przewodniczącego egzekutywy NOS w Warszawie. Sprawiało to problemy w relacjach z władzami II RP, które nie pozwalały oficjalnie na w pełni swobodną działalność palestyńskich członków NOS rewizjonistów z innych państw. Mimo to wielu polskich Żydów, którzy otrzymali paszporty Mandatu Palestyny, działało w strukturach organizacji w Polsce lub rewizjonistycznych tytułach prasowych.

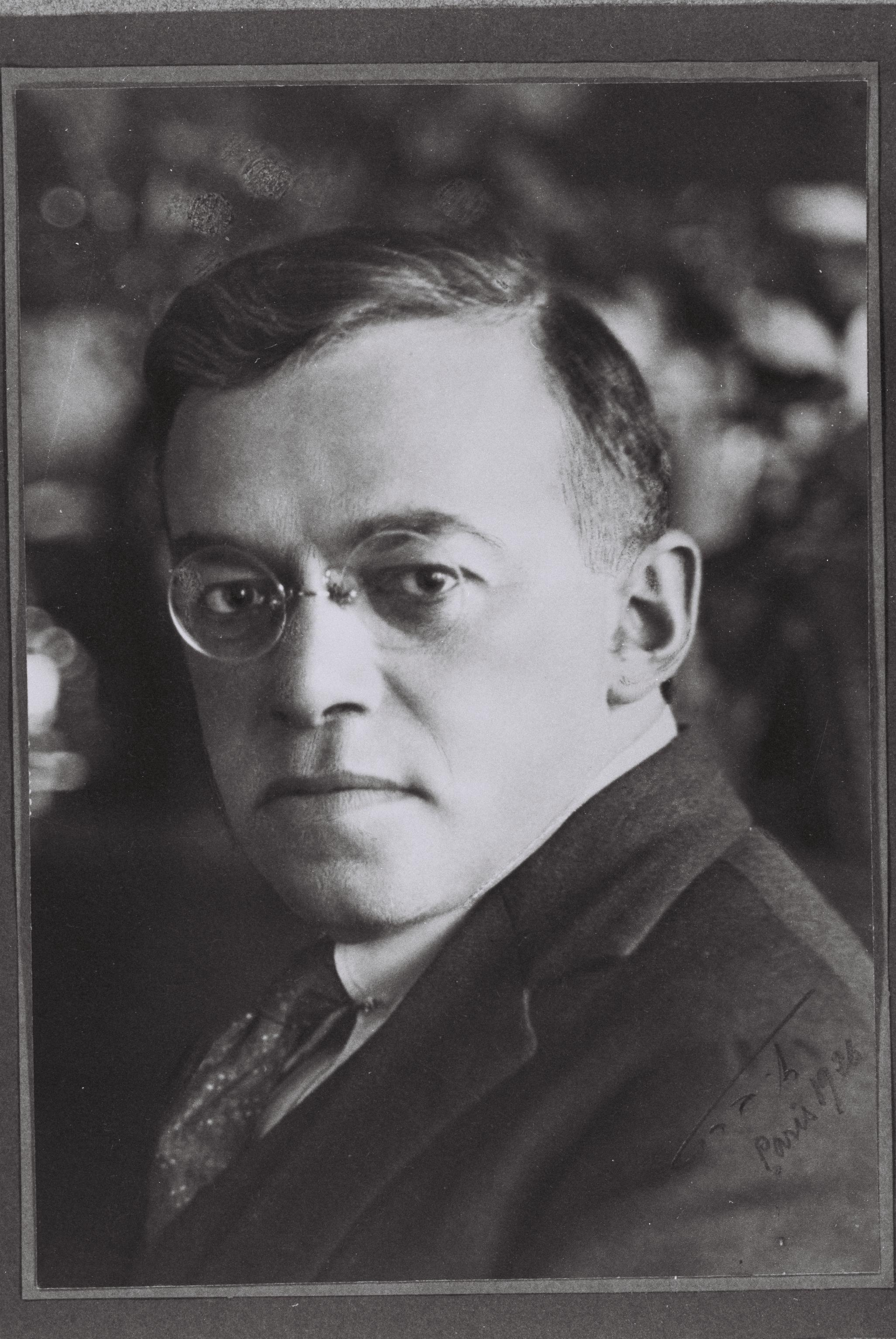
Ze’ew Żabotyński

Szczególnie dobre relacje Żabotyński nawiązał z rządami sanacji. Wykorzystano to, że rząd polski postrzegał masowe emigracje Żydów z kraju za element niwelujący napięcia polsko-żydowskie oraz mogący rozwiązać tzw. problem żydowski na prawicy. Z kolei rewizjoniści postrzegali to za możliwość poszerzania swoich wpływów wśród polskich Żydów. Z kolei Timothy Snyder twierdzi, że wspólne relacje zostały nawiązane na wspólnym doświadczeniu carskiego prześladowania. Dodatkowo Polacy mieli postrzegać rewizjonistów jako ruch antysocjalistyczny, co zwiększało przychylność rządu polskiego. Żabotyński spotkał się nawet dwa razy z ministrem spraw zagranicznych Józefem Beckiem w celu przedyskutowania planu dziesięcioletniego. Z kolei Edward Raczyński wielokrotnie odbywał spotkania w Wielkiej Brytanii na rzecz emigracji żydowskiej, a Jerzy Potocki obiecał lobować na rzecz planów NOS w Waszyngtonie. Doszło także do spotkania Żabotyńskiego z premierem gen. Felicjanem Sławojem-Składkowskim, w trakcie którego premier poparł dążenia syjonistów do utworzenia państwa żydowskiego w Palestynie.

### Kwestie gospodarcze
Rozwój gospodarki w Palestynie sprawiał, że jawiła się ona jako obiecujący obszar i rynek dla Polski. Wielu Żydów rozpoczynających tam swoją działalność miała polskie korzenie. Polski eksport do Mandatu Palestyny notował tendencje zwyżkowe. W 1934 roku jego wartość wyniosła 475 375 funtów, a w 1935 roku – 770 000 funtów. Z kolei import, w tym samym okresie, wzrósł z 31 900 do 122 245 funtów. Palestyna stała się jednym z najważniejszych rynków handlu w Azji. Polskie statki od 1933 roku pływały do portu w Hajfie, a w 1937 roku PLL LOT ustanowił połączenie lotnicze z Hajfą. Swój oddział w Tel Awiwie miał także PKO Bank Polski. Wszystkie te czynniki były wykorzystywane w argumentacji NOS.

### Palestyna jako polska kolonia
Pod koniec lat 30. XX wieku NOS podjęła szereg zabiegów politycznych w celu przekonania rządu polskiego do przejęcia Mandatu Palestyny przez Polskę. Orędownikiem tego był Władysław Studnicki, który uważał, że właśnie od Palestyny Polska powinna zacząć realizować swoje ambicje kolonialne. Twierdził, iż problemy etniczne w tym obszarze jakie trapiły Wielką Brytanię ułatwiłyby przejęcie mandatu. Rewizjoniści postrzegali Polskę, ze względu na bliskie relacje z Wielką Brytanią, jako naturalnego nadzorcę Mandatu Palestyny. W 1939 roku Żabotyński zasugerował przejęcie przez Rzeczpospolitą Polską Syrii. Weinbaum zaznacza jednak, że rząd polski nie traktował poważnie tych propozycji.

### Relacje wojskowe
Rewizjoniści zaczęli szmuglować broń do Palestyny w latach 30. XX wieku. Była ona pozyskiwana z prywatnych funduszy i wysyłana w bagażach. Osoba odpowiedzialną za negocjacje w sprawie broni i amunicji w Polsce był Henryk Strasman. Badania Weinbauma wykazują, że Wojsko Polskie sprzedawało do Palestyny, prawdopodobnie odbiorcą był Irgun, amunicję, karabiny, LKM-y i CKM-y. Łącznie Irgun miał nabyć broń i amunicję na kwotę 212.000 złotych, w ramach pożyczki lub grantu.
W 1936 roku doszło między Żabotyńskim a hrabią Raczyńskim do spotkań dotyczących obozów szkoleniowych dla członków Bejtaru i Irgunu. Przywódca NOS poprosił Raczyńskiego o następujące rzeczy:
- szkolenie oficerskie dla wybranych 100 członków Bejtaru (jeżeli zechce tego rząd polski, to będą to wyłącznie obywatele RP),
- kandydaci zostaną wybrani przez Bejtar,
- szkolenie zostanie zapewnione przez rząd, ale koszty poniesie strona żydowska,
- rząd RP zapewni, że zaraz po szkoleniu rekruci wyjadą do Palestyny.

W notatce z tego spotkania Raczyński miał zapisać, że nie można kwestionować praw Żydów do ich ojczyzny oraz do obrony jej. Taki wysiłek wymaga odpowiedniej broni, czy przeprowadzenia szkoleń. Jednak Beck stwierdził, że sytuacja wewnętrzna Polski nie pozwala na oficjalne szkolenie i tworzenie oddziałów paramilitarnych. Mimo to, Bejtar brał udział w szkoleniach paramilitarnych prowadzonych przez Państwowy Urząd Wychowania Fizycznego i Przygotowania Wojskowego.
Żona Henryka Strasmana, Alicja, miała potwierdzić, że w 1938 roku w Zofiówce na Wołyniu i koło Łodzi miały odbyć się kursy dla członków Irgunu z Palestyny. Miały być one prowadzone przez polskich oficerów pod obserwacją Ministerstwa Spraw Wojskowych. Na wiosnę 1939 r. został zorganizowany w Bolęcinie w rejonie Andrychowa w Beskidzie Małym obóz wojskowy dla Bejtaru, który był utrzymany w ścisłej tajemnicy. Miał on trwać 4-6 tygodni i objąć 1000 Żydów. Polski rząd pozwolił także NOS na potajemne zbieranie funduszy na rzecz szkoleń wojskowych dla członków Irgunu. Henryk Strasman miał zebrać ok. 100 000 złotych.

## Po wybuchu II wojny światowej
Ja’akow Szawit twierdzi, że wybuch II wojny światowej sprawił, że NOS stała się organizacją bez większego znaczenia. Śmierć Żabotyńskiego w 1940 roku pozostawiła ruch bez najważniejszego i najbardziej wpływowego przywódcy. Organizacja straciła na znaczeniu na rzecz  Irgunu oraz Lechi, które oprócz działalności paramilitarnej prowadziły działalność polityczną w Palestynie. To głównie one w latach 40. XX wieku skupiały środowiska rewizjonistów w Palestynie. W tym czasie doszło do wielu wewnętrznych podziałów osłabiających NOS. W rezultacie w 1946 roku przeprowadzono referendum wewnętrzne, w którym aż 70% członków opowiedziało się za powrotem do Światowej Organizacji Syjonistycznej. Ruch ten został nieprzychylnie przyjęty wśród członków Irgunu, uważających go za przejaw słabości i poddaństwa wobec głównego nurtu syjonizmu utożsamianego z Dawidem Ben Gurionem.

## Osoby związane z Nową Organizacją Syjonistyczną
- Jan Bader
- Aron Eisenstein
- Marek Kahan
- Józef Klarman
- Josef Schechtman
- Henryk Strasman
- Józef Szofman
- Ze’ew Żabotyński